# Province de Maynas
La province de Maynas (en espagnol : Provincia de Maynas) est l'une des sept provinces de la région de Loreto, dans le nord du Pérou. Son chef-lieu est la ville d'Iquitos, qui est également la capitale de la région.

## Géographie
La province couvre une superficie de 128 333,04 km2. Elle est limitée au nord par la Colombie, à l'est par la province de Mariscal Ramón Castilla, au sud par la province de Requena, à l'ouest par la province de Loreto et l'Équateur.

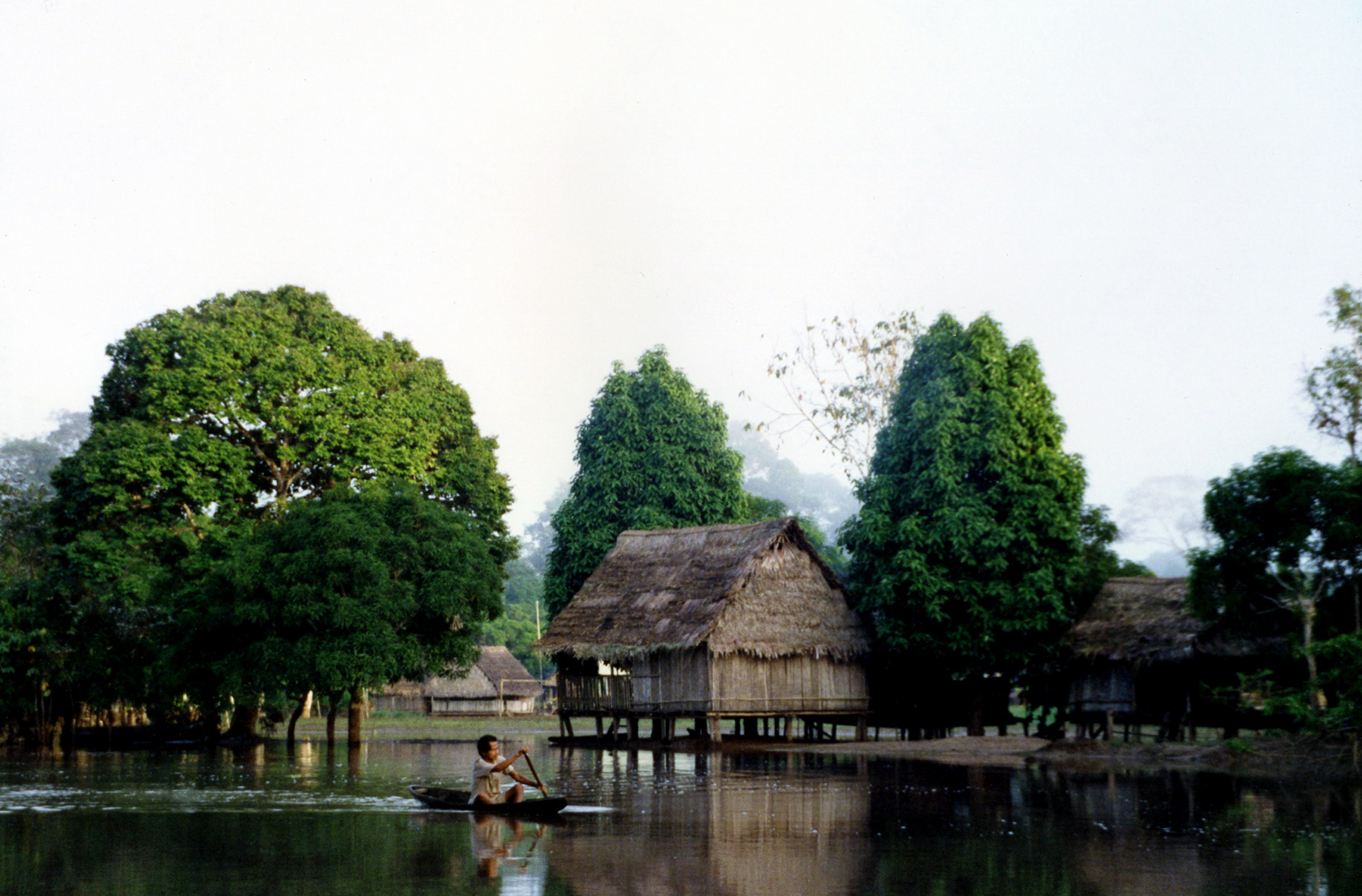
Jungle de Várzea à la périphérie d'Iquitos, Maynas

## Environnement/biodiversité
Ce territoire abrite une biodiversité exceptionnelle et des populations autochtones ayant encore très peu de contacts avec la civilisation, ce qui a justifié la création de la « Zona reservada Sierra del Divisor » (en 2006), territoire qui pourrait devenir parc national, dans la continuité du parc national homologue de l'autre côté de la frontière avec le Brésil (Parc national de la Serra do Divisor). 

## Population
La population de la province était estimée en 2005 par l'INEI à 536 423 habitants contre 393 496 en 1993, date du dernier recensement.

## Subdivisions
La province est divisée en 11 districts :
1. Iquitos (es)
2. Alto Nanay (es)
3. Fernando Lores (es)
4. Indiana (es)
5. Las Amazonas (es)
6. Mazán (es)
7. Napo (es)
8. Punchana (es)
9. Torres Causana (es)
10. Belén (es)
11. San Juan Bautista (es)